# Jacques Fieuws
Jacques Fieuws (Lauwe, 22 december 1930 - Brugge, 10 november 1979) was een Vlaams auteur, vooral bekend door zijn vertaling van het Roelantslied en van de gedichten van François Villon.
Hij organiseerde ook cultuurevenementen zoals "de Britse veertiendaagse" (1969), de "47 x 47" (1970, 1976, bijeenkomsten in de Beurshalle bij de gemeenteraadsverkiezingen), de "Brugse Boekenbeurs" (1972, 1973), de "Monumentendagen" (1975, naar aanleiding van het Europees Jaar van het Bouwkundig Erfgoed) en vooral het jaarlijkse "Bouwen Wonen Nu" (vanaf 1973). Daarnaast was hij beroepshalve actief als secretaris van het NCMV arrondissement Brugge en nationaal secretaris van de papier-detailhandelaars. Hij werd vervolgens directeur bij de Bank van Roeselare, als hoofd van de Brugse bankzetel.

## Oeuvre[1]
- Gedichten van François Villon, Balladen van de valsspelers - Balladen van de Coquille - Balladen van de zwarte liefde - De balladen in het Bargoens, Utrecht, 1999
- Gedichten van François Villon (Frans en Nederlands), De legaten, Het testament, De losse gedichten, De balladen in het Bargoens, Brugge, 1974
- Een Engels volkslied over de slag der gulden sporen, in: Brugs Ommeland, 1977.
- Roelantslied (Frans en Nederlands), Brugge (1977)[2]
- Het lied van de dood, vertaling van Heliants' gedicht, Brugge, 1980.
- Bid voor ons te Compostella: het leven van de pelgrims op de wegen naar Sint-Jacob (vertaling van BARRET, P., GURGAND, J.N.), Beveren, Orion, 1982.